# Megaselia amica
Megaselia amica är en tvåvingeart som beskrevs av Borgmeier 1962. Megaselia amica ingår i släktet Megaselia och familjen puckelflugor. Inga underarter finns listade i Catalogue of Life.